# Franklin (Connecticut)
Pour les articles homonymes, voir Franklin.
Franklin est une ville américaine située dans le comté de New London au Connecticut.
Franklin devient une municipalité en 1786. Elle est nommée en l'honneur de Benjamin Franklin.

## Démographie
| 1820  | 1850 | 1860  | 1870 | 1880 | 1890 |
| ----- | ---- | ----- | ---- | ---- | ---- |
| 1 161 | 895  | 2 358 | 731  | 686  | 585  |

| 1900 | 1910 | 1920 | 1930 | 1940 | 1950 |
| ---- | ---- | ---- | ---- | ---- | ---- |
| 546  | 527  | 552  | 611  | 667  | 727  |

| 1960 | 1970  | 1980  | 1990  | 2000  | 2010  |
| ---- | ----- | ----- | ----- | ----- | ----- |
| 974  | 1 356 | 1 592 | 1 810 | 1 835 | 1 922 |

Selon le recensement de 2010, Franklin compte 1 922 habitants. La municipalité s'étend sur 19,57 milles carrés (50,69 km2), dont 19,49 milles carrés (50,48 km2) de terres.